# Xã Tiffany, Quận Eddy, Bắc Dakota
Xã Tiffany (tiếng Anh: Tiffany Township) là một xã thuộc quận Eddy, tiểu bang Bắc Dakota, Hoa Kỳ. Năm 2010, dân số của xã này là 31 người.